# カトリック塩町教会
カトリック塩町教会（カトリックしおまちきょうかい）は、青森県八戸市に所在するキリスト教の教会。教派はカトリック教会。教区は仙台教区。建物は東北建築賞作品賞を受賞。

## 歴史・概要
幼稚園の運営年数より1931年以前から存在している。現在の建物は山添勝設計事務所で設計され、1984年竣工。ほぼピンク一色であり、南端に十字架、鐘を有する塔を配置。屋根は南端や北端といった点への傾斜となっている。日本建築学会東北支部から第4回東北建築賞作品賞を受賞した。なお山添はその３年前も四谷カトリック教会で同佳作賞を受賞した。

## 幼稚園
イメルダ幼稚園を運営し、同市内では２番目に長い歴史がある。なおクリスチャンでなくとも入園可能。
- 教育目標 – 丈夫な体づくり、思いやりの心、自分からやろうとする自主性
- クラス – ３歳児から５歳児まで

## 現地情報

### 所在地
青森県八戸市柏崎4-14-40

### 交通アクセス
八戸線小中野駅より徒歩12分